# ژادوویتسه
ژادوویتسه (به لاتین: Žádovice) یک منطقهٔ مسکونی در جمهوری چک است که در شهرستان هودونین واقع شده‌است. ژادوویتسه ۵٫۵۷ کیلومتر مربع مساحت و ۷۶۶ نفر جمعیت دارد و ۲۱۲ متر بالاتر از سطح دریا واقع شده‌است.